# Paul Henle

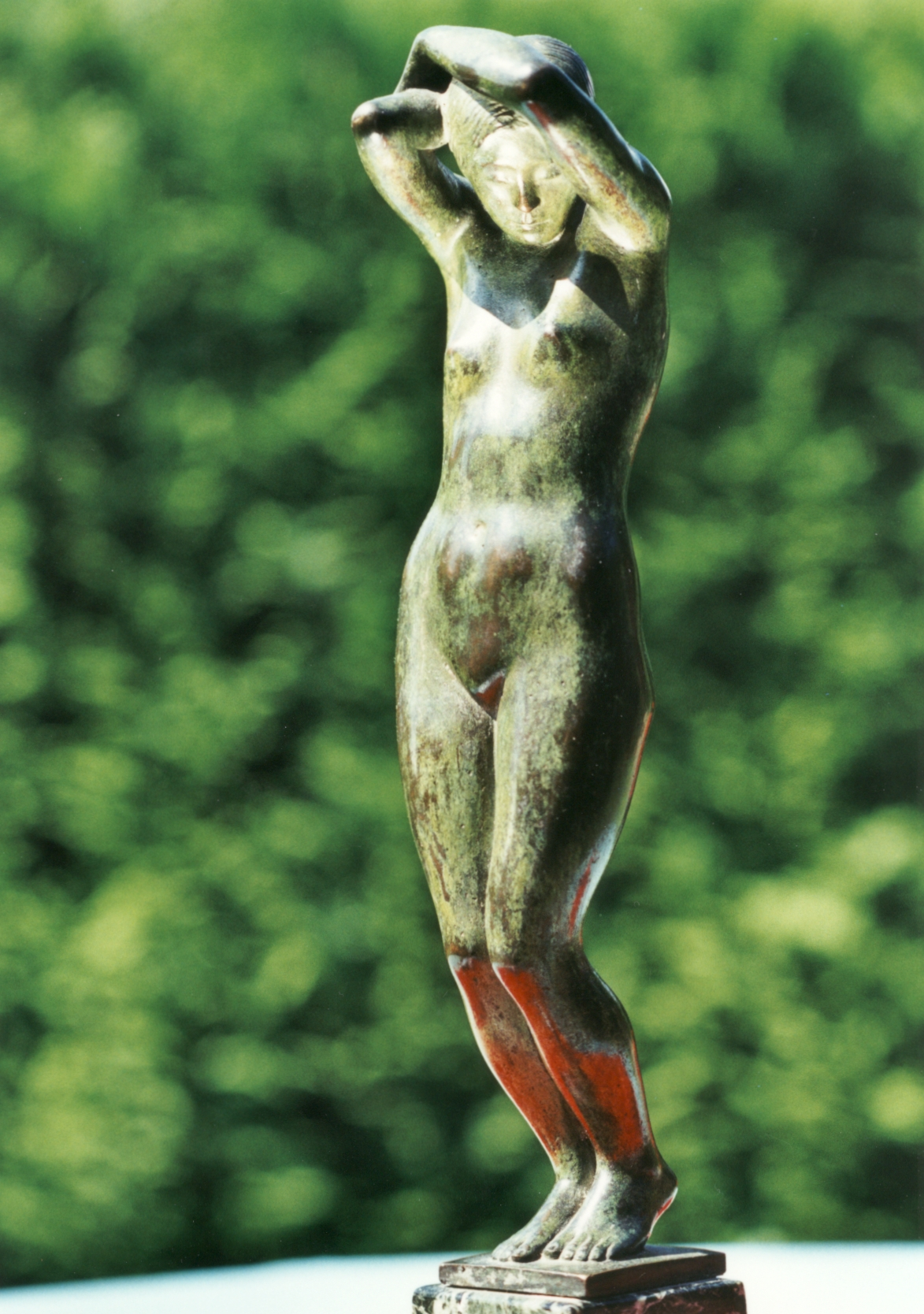
Mädchenakt (Henle, Bronze, ca. 26 cm)

Paul (William) Henle (* 20. März 1887 in Hamburg; † 12. September 1962 auf Ibiza) war ein deutscher Bildhauer und Maler.

## Leben
Henle war der Sohn des Hamburger jüdischen Kantors und Komponisten Moritz Henle. Nach einer Musikerausbildung nahm er ab 1906 Privatunterricht in Malerei und begann in demselben Jahr ein Studium der Bildhauerei in Berlin, das er 1908 bis 1910 in München weiterführte.
In den verbleibenden Jahren vor dem Ersten Weltkrieg begab er sich auf Studienreisen nach Rom und Florenz. Im Krieg kämpfte er an der Westfront. Nach der Rückkehr war er kurzzeitig Mitglied der Hamburgischen Sezession und trat der Hamburgischen Künstlerschaft, dem Hamburger Künstlerverein von 1832 und dem Deutschen Künstlerbund bei. Anschließend begab er sich erneut für drei Jahre nach Italien und kehrte 1926 nach Hamburg zurück. Die Hamburger Kunsthalle erwarb einige seiner Werke. Ab 1929 spezialisierte er sich unter dem Einfluss von Aristide Maillol auf Kinderportraits.
Am 25. April 1933 wurde Paul Henle aus der Hamburgischen Künstlerschaft ausgeschlossen und nach 1933 aus der Reichskulturkammer. Ab 1935 engagierte er sich im Jüdischen Kulturbund. 1937 wurde in der Nazi-Aktion „Entartete Kunst“ sein Tafelbild Abend nach stürmischem Wetter aus der Kunsthalle Hamburg beschlagnahmt und danach vernichtet.
1939 emigrierte Henle gemeinsam mit seiner Ehefrau, der Kunstweberin Margarete Brix-Henle, nach London. Dort trat er dem Freien Deutschen Kulturbund in England bei, war als Bildrestaurator am Courtauld Institute of Art tätig und unterstützte die kunsthandwerkliche Webarbeit seiner Frau, mit der ein Teil des Lebensunterhalts erwirtschaftet wurde.
Nach dem Ende des Zweiten Weltkrieges kehrten Henle und seine Ehefrau zweimal nach Hamburg zurück. Am 12. September 1962 kam Paul Henle auf Ibiza bei einem Badeunfall ums Leben.

## Schaffen

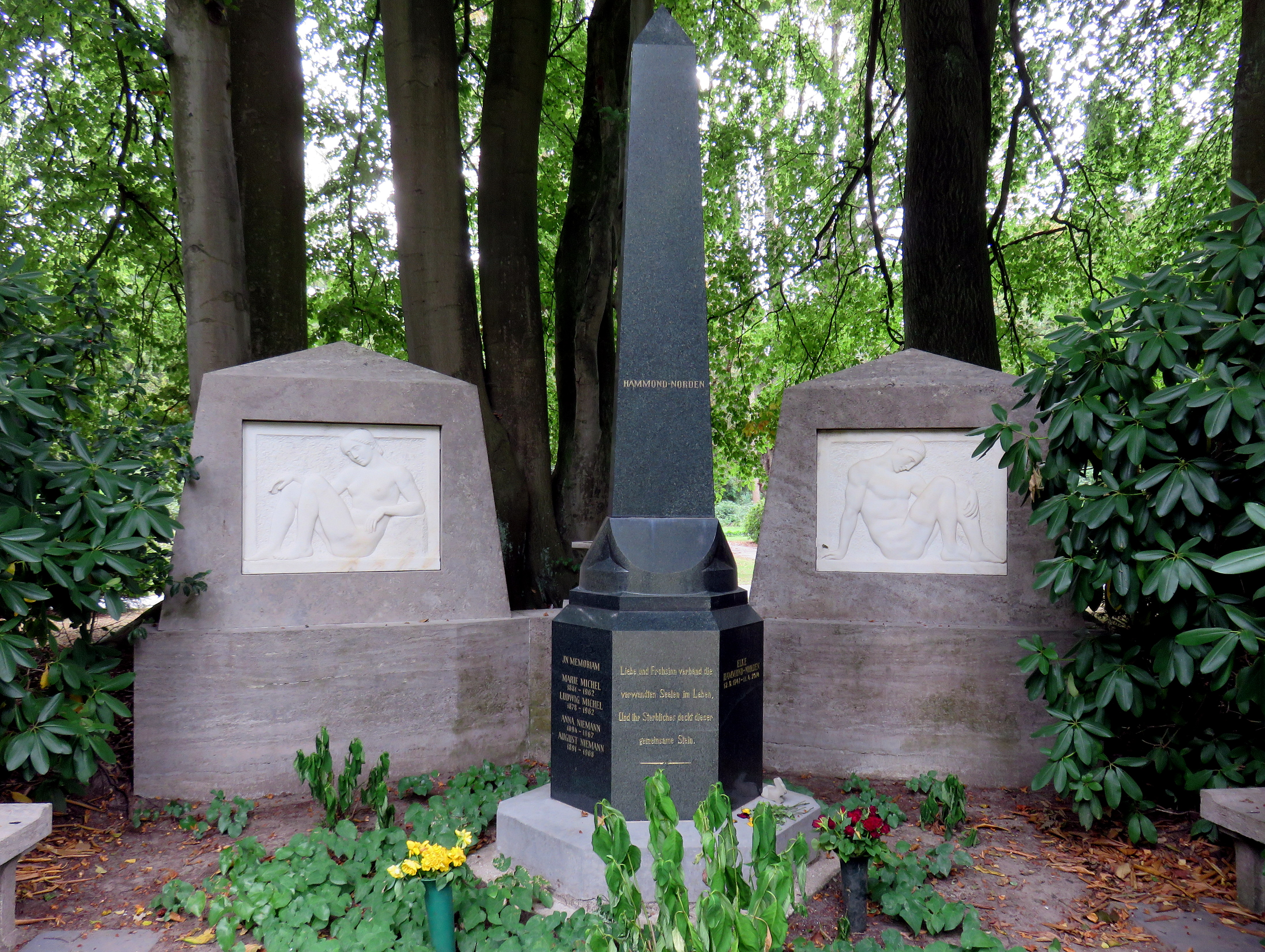
Grabstätte Hammond-Norden, Friedhof Ohlsdorf

Henle fertigte über seine ganze Schaffenszeit Landschaftsbilder an, spezialisierte sich seit Ende der 1920er Jahre aber auch besonders auf Kinderporträts. Die Kunsthistorikerin Maike Bruhns attestiert ihm „außerordentliches Gespür für feine Formen und zarte Umrisse“ in seinen Gemälden und „Ähnlichkeit und Formstrenge“ in den Porträtbüsten. Als Anhänger Aristide Maillols fertigte Henle zahlreiche Skulpturen knabenhafter Mädchenkörper nach Vorbildern aus der Antike oder der Renaissance.

## Werke (Auswahl)
Auf dem Hamburger Friedhof Ohlsdorf befinden sich zwei von Paul Henle gestaltete Grabmäler:

- Arnstedt, jetzt Böhm (1909/1910), bei Planquadrat AB 20  (Stiller Weg, östlich Nordteich)
- Cohen/Rosenfeld, jetzt Hammond-Norden (1920), bei Planquadrat T 10 (Kapellenstraße, neben Kapelle 1)